# Sargaško more
Sargaško more je dio Atlantskog oceana s površinom od oko 8.635.000 km2. Ime je dobilo po pelagičkim algama roda Sargassum koje plutaju po površini mora. 
Omeđeno je morskim strujama: na zapadu Golfskom, na sjeveru Sjevernoatlantskom, na istoku Kanarskom, a na jugu Sjevernom ekvatorskom strujom. U Sargaškom moru nema morskih struja, pa je zbog toga voda u njemu gotovo mirna. Karakteristična je velika prozirnost, oko 60 metara. 
Osim algi roda Sarassum, more je značajno i za migraciju europske i američke jegulje koje se ovdje mrijeste. Kada se izlegu larve obje vrste uz pomoć morskih struja odlaze u Europu odnosno na istočnu obalu Sjeverne Amerike.